# EMedicine

eMedicine은 1996년 의사인 Scott Plantz와 Richard Lavely에 의하여 설립된 웹기반의 의료 데이터베이스 서비스이다.

## 역사
WebMD에게 2006년 1월에 판매되었다.